# 大都会工程委员会
大都会工程委员会（Metropolitan Board of Works；缩写：MBW）是1855年至1889年间存在的英国伦敦政府，之后被伦敦郡议会取代。其辖地包括米德尔塞克斯、薩里郡和肯特郡的大部分地区，围绕着中世纪的伦敦城。
它的主要职责是为快速发展的伦敦都会区建设基础设施。其成员是从教区委员会（vestry）中选出的，后者的成员由纳税人选举产生。它直接对英国对议会负责，不受各部管辖。其预算不断增加，贪腐横行，因此遭到英国民众批评。